# Nako Spiru
Nako Spiru (* 4. Januar 1918 in Durrës; † November 1947 in Tirana) war ein albanischer Politiker und hoher Funktionär der Kommunistischen Partei Albaniens (PPSh).

## Leben
Spiru entstammte einer griechisch-orthodoxen Familie aus der adriatischen Hafenstadt Durrës. Er studierte zunächst Wirtschaftswissenschaften in Turin. Nach der italienischen Annexion von Albanien 1939 ging er als Partisan in den Widerstand und fungierte als rechte Hand von Enver Hoxha in der nationalen Befreiungsarmee. 1941 wurde er Mitglied der unter Anleitung der jugoslawischen KP neu gegründeten Kommunistischen Partei Albaniens (APC), die bis zum Bruch zwischen Tito und Stalin ein Satellit der jugoslawischen Schwesterpartei blieb. 1943 stieg er zum Mitglied des Politbüros auf.
Nach Ende des Zweiten Weltkriegs wurde Spiru Leiter der „Staatlichen Planungskommission“ und damit oberster Wirtschaftslenker Albaniens. Die Führung der Kommunistischen Partei Albaniens war zu diesem Zeitpunkt in zwei Fraktionen gespalten: Einerseits die sogenannten „Intellektuellen“ oder „Gemäßigten“ um Nako Spiru, Generalstabschef Mehmet Shehu und den Kultur- und Propagandaminister Sejfulla Malëshova; andererseits die sogenannten „Arbeiter“ unter Führung von Koçi Xoxe, Vizepremier sowie Innenminister und Leiter des Staatssicherheitsdienstes Sigurimi. 
In einem von Xoxe gegen den Widerstand Spirus durchgesetzten Freundschafts- und Wirtschaftsvertrag vom Juli 1946 wurde eine Verschmelzung der Wirtschaftssysteme Albaniens und Jugoslawiens vereinbart. Endziel war die Eingliederung Albaniens in die jugoslawische Föderation. KP-Generalsekretär und Ministerpräsident Enver Hoxha fürchtete einen von Tito gesteuerten Machtkampf um die Führung der albanischen KP und trat an die Seite der Xoxe-feindlichen Fraktion. Im April 1947 führte Spiru neue Verhandlungen in Belgrad, bei denen er den Abschluss eines revidierten Handelsvertrags und verstärkte Wirtschaftshilfe verlangte. Die Jugoslawen weigerten sich und forderten stattdessen die umgehende Koordination der Wirtschaftspläne beider Staaten. Mit Rückendeckung durch Hoxha lehnte Spiru ab. Stattdessen fuhren Hoxha und Spiru im Juli 1947 nach Moskau und schlossen ein Wirtschaftsabkommen mit der Sowjetunion, das Albanien die von Jugoslawien verweigerte Unterstützung garantierte. 
Von Tito gestützt, der in einem Brief an die albanische KP Spiru als „Verräter“ angriff, begann Xoxe eine Verleumdungskampagne gegen Spiru. Im November 1947 beschuldigte Xoxe ihn auf einer Sitzung des Zentralkomitees der „parteifeindlichen, nationalistischen Tätigkeit“. Der zwischen den Kontrahenten schwankende Hoxha stimmte einer Untersuchung gegen Spiru zu. Tags darauf fand man ihn erschossen in seiner Wohnung. Einer zunächst veröffentlichten Darstellung nach tötete er sich versehentlich beim Hantieren mit seinem Revolver, eine zweite offizielle Verlautbarung erklärte den Tod als Selbstmord aus „Gewissensbissen über seinen Verrat“. Nach der öffentlichen Verdammung Titos und nachdem Xoxe als „Spion“ und „Titoist“ gehängt worden war, hieß es schließlich, Spiru sei vom Staatssicherheitsdienst im Auftrag Xoxes ermordet worden beziehungsweise in den Selbstmord getrieben worden. 1991 dagegen erhob Liri Belishova, die Witwe Spirus, den Vorwurf, Enver Hoxha habe ihren Mann getötet.